# Greater Northdale
Greater Northdale is een plaats (census-designated place) in de Amerikaanse staat Florida, en valt bestuurlijk gezien onder Hillsborough County.

## Demografie
Bij de volkstelling in 2000 werd het aantal inwoners vastgesteld op 20.461.

## Geografie
Volgens het United States Census Bureau beslaat de plaats een oppervlakte van
21,9 km², waarvan 20,5 km² land en 1,4 km² water.

## Plaatsen in de nabije omgeving
De onderstaande figuur toont nabijgelegen plaatsen in een straal van 8 km rond Greater Northdale.